# Encefalografija
Encefalografija (grč. ἐγϰέφαλος: mοzak + γράφεıν: pisati) je opći naziv za prikaz moždanih struktura. Nekad je to bio sinonim za pneumoencefalografiju (napuštena metoda radiološkoga prikaza sustava moždanih klijetki i subarahnoidalnoga prostora nakon ispuštanja manje količine likvora i uštrcavanja zraka) ili za ventrikulo(encefalo)grafiju ako su postojali znakovi povišenoga intrakranijskog tlaka. Ultrazvučni prikaz moždanih struktura (ehoencefalografija) danas je također napušten. Te metode nadomještene su suvremenim neinvazivnim postupcima oslikavanja mozga, računalnom tomografijom (CT) i magnetskom rezonancijom (MRI). Prije se koristila metoda prikaza mozga radioaktivnim tehnecijem ili gama-encefalografija, koja se danas rijetko koristi, jer su je nadomjestile nove metode nuklearnomedicinskih radioizotopnih pretraga mozga (pozitronska emisijska tomografija i računalna tomografija emisijom pojedinačnoga fotona).
Elektroencefalograf (EEG) je potpuno neinvazivna metoda mjerenja električke moždane aktivnosti. 